# La letteratura della nuova Italia
La letteratura della nuova Italia è un'opera di Benedetto Croce formata di sei volumi editi, nella prima edizione per la casa Laterza, a partire dal 1914.
Comprende una serie di saggi critici (sottotitolo dell'opera) che copre la storia della letteratura italiana sostanzialmente dall'Unità alla prima guerra mondiale. L'opera dà forma unitaria ed organica ad un centinaio di biografie pubblicate, in tempi diversi, dal 1903 al 1914, sulla rivista «La Critica».
In esse Croce cercò di sviscerare e distinguere, criticamente, «il poetico dal non poetico, il bello dal brutto», giungendo a conclusioni che, nonostante i contrasti e le polemiche, entrarono nel «comune patrimonio dei giudizî». Con questi saggi il filosofo si prefiggeva, in particolare, di fissare dei canoni e delle esemplificazioni - ma non dei modelli - utili ad indirizzare la critica e la storia letteraria. Originariamente l'opera si doveva concludere con il quarto volume, poiché all'epoca l'autore sentì il bisogno di rivolgersi ad altri argomenti, salvo poi riprenderla a distanza di anni con i volumi quinto e sesto.

## Indici dei volumi
- I: Il tramonto di Giovanni Prati – Gli ultimi romanzi di Francesco Domenico Guerrazzi – Niccolò Tommaseo – Aleardo Aleardi – Vincenzo Padula – Giuseppe Rovani – Ippolito Nievo – Vittorio Bersezio e il teatro piemontese – Alessandro Manzoni e la questione della lingua – Edmondo De Amicis – Anton Giulio Barrili – Salvatore Farina – Vittorio Betteloni – Bernardino Zendrini – Giuseppe Chiarini – Giuseppe Aurelio Costanzo – Emilio Praga – Arrigo Boito – Giovanni Camerana – Iginio Ugo Tarchetti – Giacomo Zanella – Paolo Ferrari – Achille Torelli – Luigi Settembrini – Francesco de Sanctis – Vito Fornari – Bertrando Spaventa – Angelo Camillo De Meis – Gaetano Trezza – Vincenzo Giordano Zocchi – Antonio Tari.
- II: Anticarduccianesimo postumo – Le varie tendenze e le armonie e disarmonie di Giosuè Carducci – Lo svolgimento della poesia carducciana – Enrico Nencioni – Enrico Panzacchi – Olindo Guerrini – Pietro Cossa – Felice Cavallotti – Mario Rapisardi – Arturo Graf – Giuseppe Giacosa – Vincenzo Riccardi di Lantosca – Alberto Rondani – Pompeo Bettini – Giovanni Marradi – Severino Ferrari – Guido Mazzoni – Giacinto Ricci Signorini – Cesare Pascarella – La Contessa Lara – Annie Vivanti – Ada Negri – Maria Alinda Bonacci Brunamonti – Vittoria Aganoor – Enrichetta Carafa Capecelatro – Appendice: Note su alcune poesie del Carducci.
- III: Giovanni Verga – Matilde Serao – Salvatore Di Giacomo – Luigi Capuana – Neera – Renato Fucini – Giacinto Gallina – Emilio De Marchi – Gerolamo Rovetta – Edoardo Calandra – Vittorio Imbriani – Carlo Dossi – Alberto Cantoni – Alfredo Oriani – Ruggero Bonghi e la scuola moderata – Gaetano Negri – Luigi Morandi – Francesco D'Ovidio – Ferdinando Martini – Giovanni Bovio – Francesco Montefredini – Pietro Sbarbaro – La critica erudita e i suoi avversari.
- IV: Gabriele D'Annunzio – Giovanni Pascoli – Antonio Fogazzaro – Adolfo De Bosis – Giulio Orsini – Francesco Gaeta - Di un carattere della più recente letteratura italiana – Intorno alla critica della letteratura contemporanea e alla poesia di G. Pascoli – Ancora sul Pascoli; Appendice: La vita letteraria a Napoli dal 1860 al 1900.
- V: Tra i giovani poeti, "veristi e ribelli" (Pier Enea Guarnerio, Ferdinando Fontana, Ulisse Tanganelli, Vittorio Salmini, Domenico Milelli, Corrado Corradino, Ettore Sanfelice, Filippo Turati) – Giovanni Rizzi – Cesare Tronconi – Emma – La marchesa Colombi – Cesare Donati – Luigia Codemo – Romanzi storici – "La morte civile" – "Il caporale di settimana" – Antonio Ghislanzoni – Voci varie in poesia – Luigi Gualdo – Roberto Sacchetti – Giovanni Faldella – Federigo Verdinois – Giuseppe Mezzanotte – Amilcare Lauria – Nicola Misasi – Domenico Ciampoli – Sopravviventi – Letteratura classicista – Linguaioli – N.F. Pelosini – Filippo Zamboni – G.C. Molineri – A.G. Cagna – Mario Pratesi – Antonio Caccianiga – Scrittori occasionali – Camillo Boito – Giornalisti-autori – Ambrogio Bazzero – Carlo Borghi - Comici – "Pinocchio" – Il "Giobbe" – Di alcuni professori di lettere ed accademici – Tullo Massarani – Angelo De Gubernatis;
- VI: Letteratura garibaldina – Memorie e fantasie d'artisti – Storie aneddotiche e nuovi romanzi storici – Traduttori – Scienziati-letterati – Amatori – Prose – Filippo Crispolti – Giulio Salvadori – Guido Fortebracci – Antonietta Giacomelli – Remigio Zena – Libri di versi tra il 1880 e il 1900 – Scrittori in dialetto – Enrico Castelnuovo – Federico De Roberto – Memini – Ugo Fleres – Dino Mantovani – Arnaldo Alberti – Romanzi-documenti – Edoardo Scarfoglio – Angelo Conti e altri estetizzanti – Teatro – Antonio della Porta – E.A. Butti – Renato Simoni – L'ultimo Fogazzaro – L'ultimo d'Annunzio – L'ultimo Pascoli – Oriani postumo – L'ultima Ada Negri – Annie Vivanti – Grazia Deledda – Clarice Tartufari – Alfredo Panzini – Luigi Pirandello – Guido Gozzano – Francesco Gaeta – Riccardo Balsamo Crivelli.